# موج‌سواری زنان
گمان می‌شود که شروع ورزش موج‌سواری برای زنان به قرن هفدهم میلادی بازمی‌گردد. یکی از اولین مدارک دربارهٔ موج‌سواری زنان به پرنسس کلائانوهوآناپی’آپی، معروف به کلاِئا یا پرنسس موج‌سواری مائوئی، مربوط می‌شود. گفته می‌شود که کلاِئا پیشگام موج‌سواری بوده و از هر دو جنس، هم مردان و هم زنان، بهتر موج‌سواری می‌کرده است. چند قرن بعد و در اواسط قرن نوزدهم، سالنامه هائوایی ثرم گزارش داد که زنان در هاوایی باستان، به تعداد مساوی و غالباً بهتر از مردان موج‌سواری می‌کردند. در طی ۵۰ سال گذشته، موج سواری زنان محبوبیت زیادی پیدا کرده است.

## مبدأ
موج سواری به احتمال زیاد در گینه نو آغاز شده است. در گینه نو موج سواری یک ورزش پر از فرهنگ، سرگرمی و ماجراجویی بوده است. موج‌سواری برای کاوش در اقیانوس‌ها بوده است و به مرور زمان به ورزشی برای لذت بردن از طبیعت تبدیل شد. این ورزش از گینه نو به هاوایی گسترش یافت. این ورزش در گذشته بیشتر در هاوایی و جزایر اطراف آن انجام می‌شد، اما به مرور زمان در بقیه قاره‌ها گسترش یافت.

## گسترش
دختران طلایی کالیفرنیا نقش بزرگی در رونق ورزش موج‌سواری زنان داشتند. آن‌ها بین دهه‌های ۱۹۷۰ تا ۱۹۸۰ در رونق و گسترش این ورزش در بین زنان تأثیرگذار بودند و به آگاهی مردم از این ورزش کمک کردند و چهره‌ای تازه به ورزشی که زمانی به عنوان «ورزش مردان» شناخته می‌شد، بخشیدند.
موج سوارانی مانند گیل یاربرو تأثیر بسیاری بر گسترش موج سواری در بین دیگر زنان داشتند. یاربرو در اولین مسابقات قهرمانی ملی موج‌سواری که در سال ۱۹۶۴ برگزار شد، شرکت کرد و بعدها به یکی از چهره‌های شاخص در این منطقه موج‌سواری سواحل شمالی اورگن تبدیل شد. یاربرو پس از اسکان در اورگن در دهه ۱۹۷۰، یک فروشگاه تخته موج‌سواری در یک اصطبل اسب در ملک خود افتتاح کرد. او در این فروشگاه یکی از اولین مینی هاف‌پایپ‌های اورگن را ساخت.

## گستردگی
موج‌سواری زنان در سراسر جهان در هر منطقه‌ای که امکان موج‌سواری وجود دارد، محبوب است. لیگ جهانی موج‌سواری مسابقات حرفه‌ای برای زنان در سرتاسر جهان برگزار کرده است، از جمله مناطقی که این مسابقات در آن‌ها برگزار می‌شوند می‌توان به: منطقه پایپ‌لاین بونزای هاوایی، سواحل سانست هاوایی، پنیچ در پرتغال، سواحل بلز در استرالیا، مارگارت ریور در استرالیا، جی‌لند در اندونزی، پونتا روکا در السالوادور، ساکوارما در برزیل، خلیج جفرز در آفریقای جنوبی و لاور ترستلس در کالیفرنیا اشاره کرد. در سال‌های اخیر، موج‌سواری در میان زنان جهان اسلام نیز محبوبیت بیشتری پیدا کرده است.

## موج سواری زنان در رسانه‌ها
موج سواری زنان در فیلم‌ها و رسانه‌های چاپی متعددی به تصویر کشیده شده است. فیلم‌های محبوبی که زنان موج سوار در آن حضور دارند عبارتند از: موج‌سوار معنوی، گیجت، تصادف آبی و تصادف آبی ۲.

## دیدگاه‌ها
بتانی همیلتون موج سوار آمریکایی است که با وجود حمله یک کوسه هنگام موج‌سواری و گاز گرفتن بازویش، مانع از فعالیت او به عنوان موج‌سوار نشد. او به بهتر شدن در این حرفه ادامه داد و حتی پس از این حمله نیز، او در مسابقات زیادی پیروز شد. بتانی در مورد موج‌سواری زنان می‌گوید:
برای من غیرقابل باور بود لذتی را که بعد از ایستادن و موج‌سوار دوباره بعد از حمله‌ای که اتفاق افتاد را توصیف کنم. از درون بسیار سپاسگزار و خوشحال بودم؛ زیرا ذره‌ای شک داشتم که ندایی از درون گاهی به من می‌گفت هرگز دیگر موج سواری نخواهی کرد اما این ندا با یک موج از بین رفت.
کاریسا مور یک موج سوار حرفه‌ای آمریکایی است. او اولین برنده مدال طلای المپیک در موج سواری تخته کوتاه زنان در سال ۲۰۲۰ بود. او دربارهٔ حرفه خود می‌گوید:
همه ما در تلاش هستیم تا چیزی منحصر به فرد و خاص پیدا کنیم که به آن علاقه داریم و ما را از بقیه جدا می‌کند.